# Église Saint-Sauveur de Thury-Harcourt
L'église Saint-Sauveur est un édifice située au Hom, dans le département français du Calvados.

## Localisation
L'église est située dans le département français du Calvados, dans le bourg de Thury-Harcourt, commune déléguée de la commune nouvelle du Hom.

## Architecture
L'édifice est inscrit au titre des monuments historiques depuis le 25 janvier 1929.

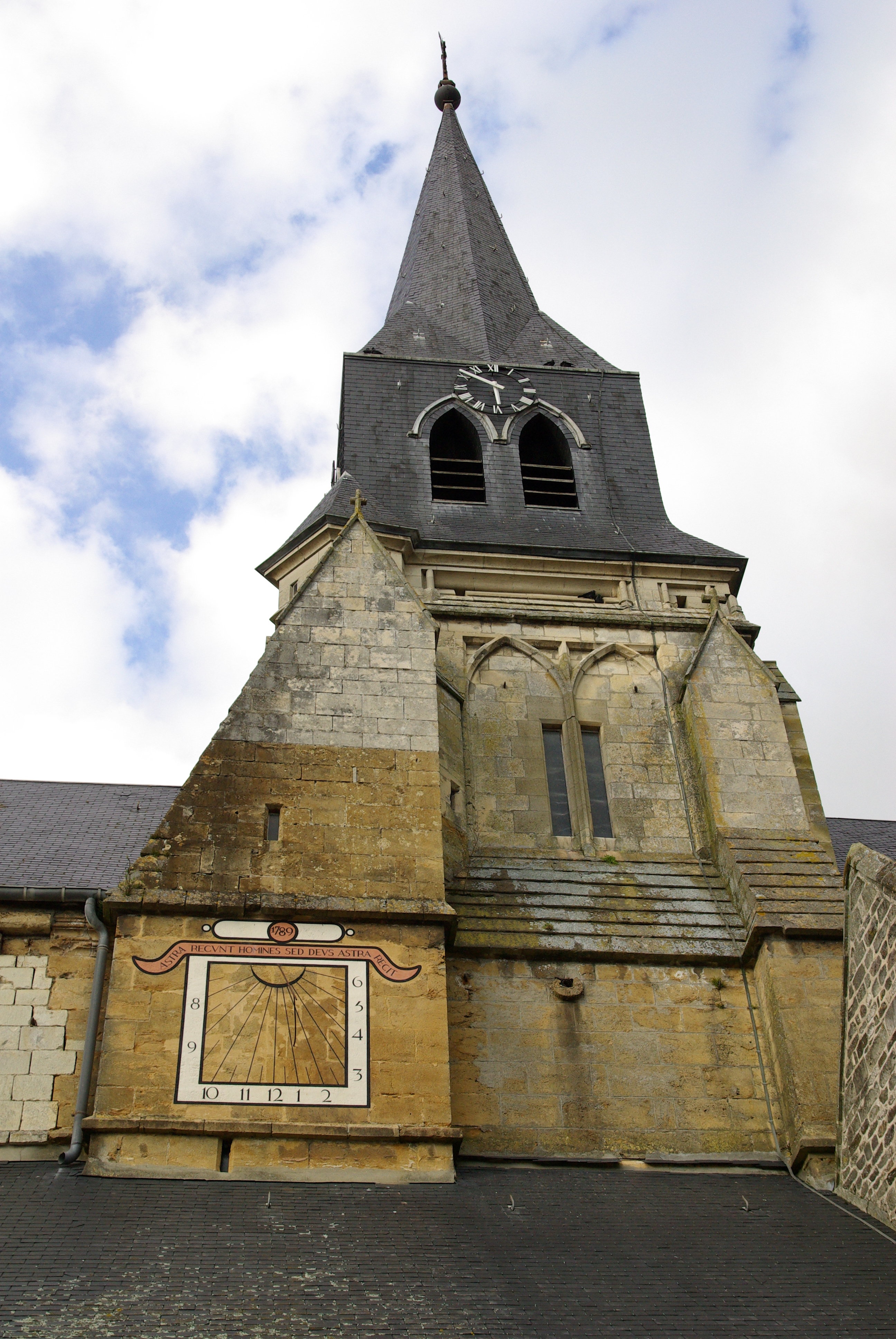
Le clocher.
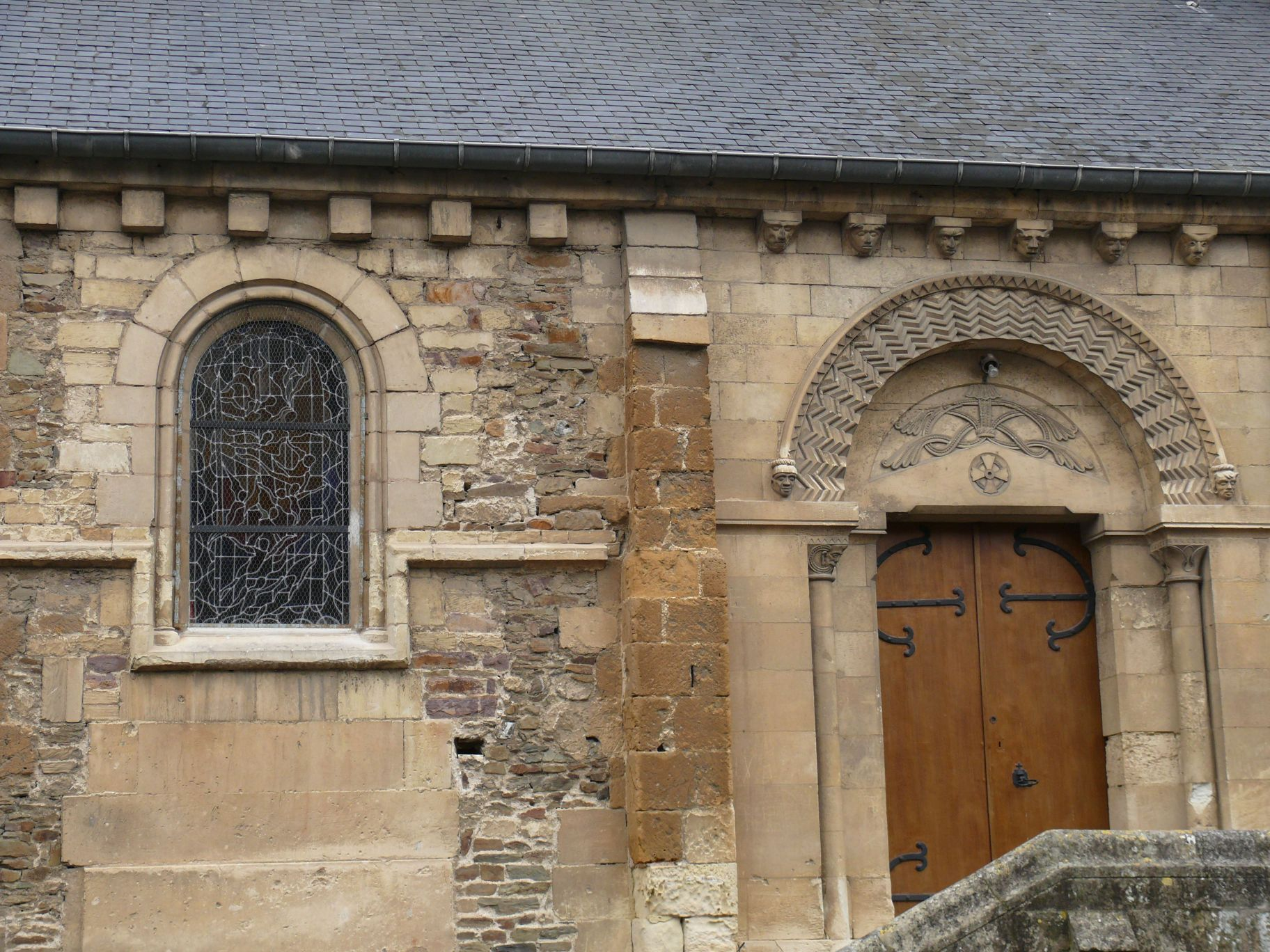
La porte latérale.
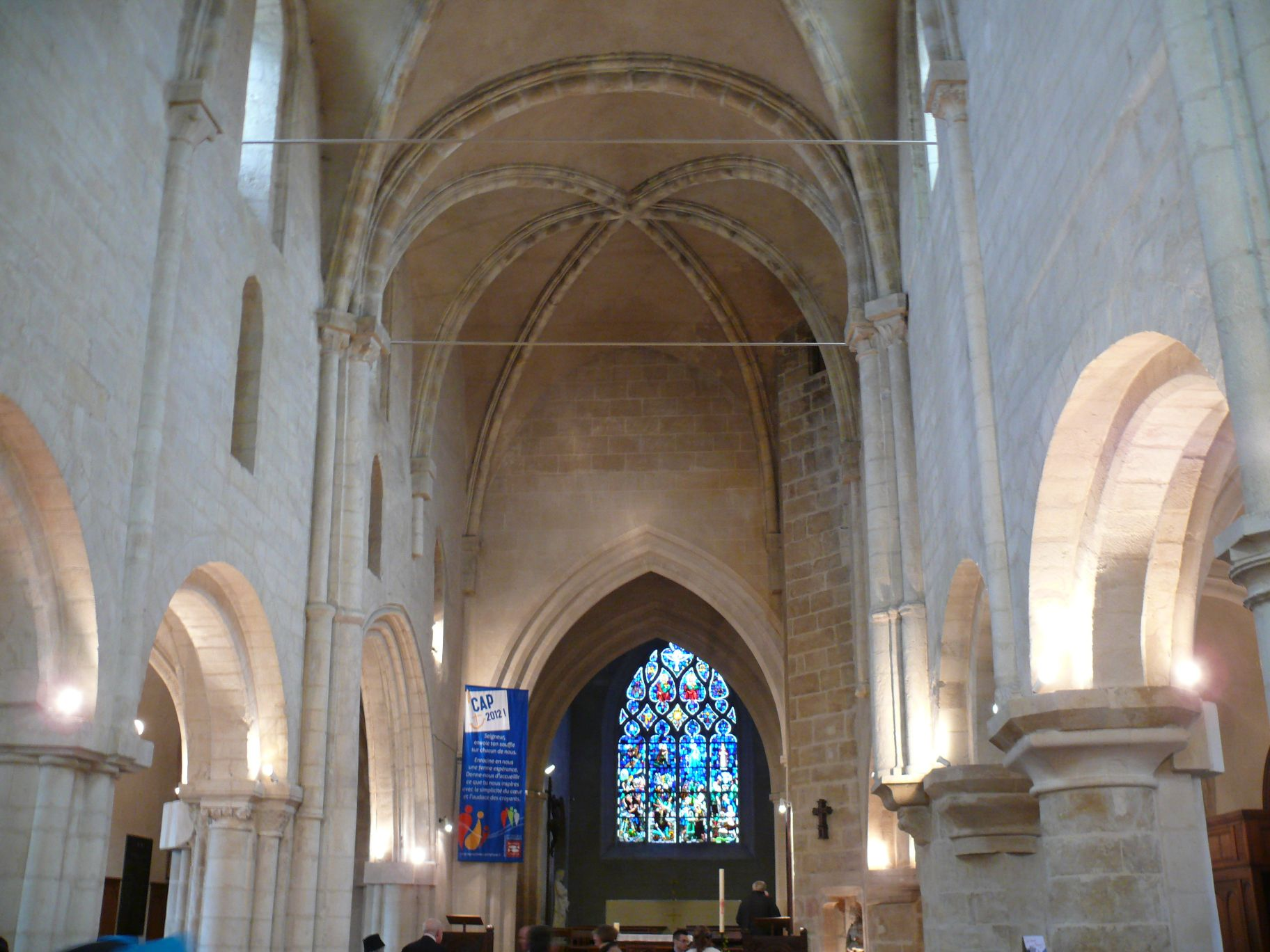
La nef.
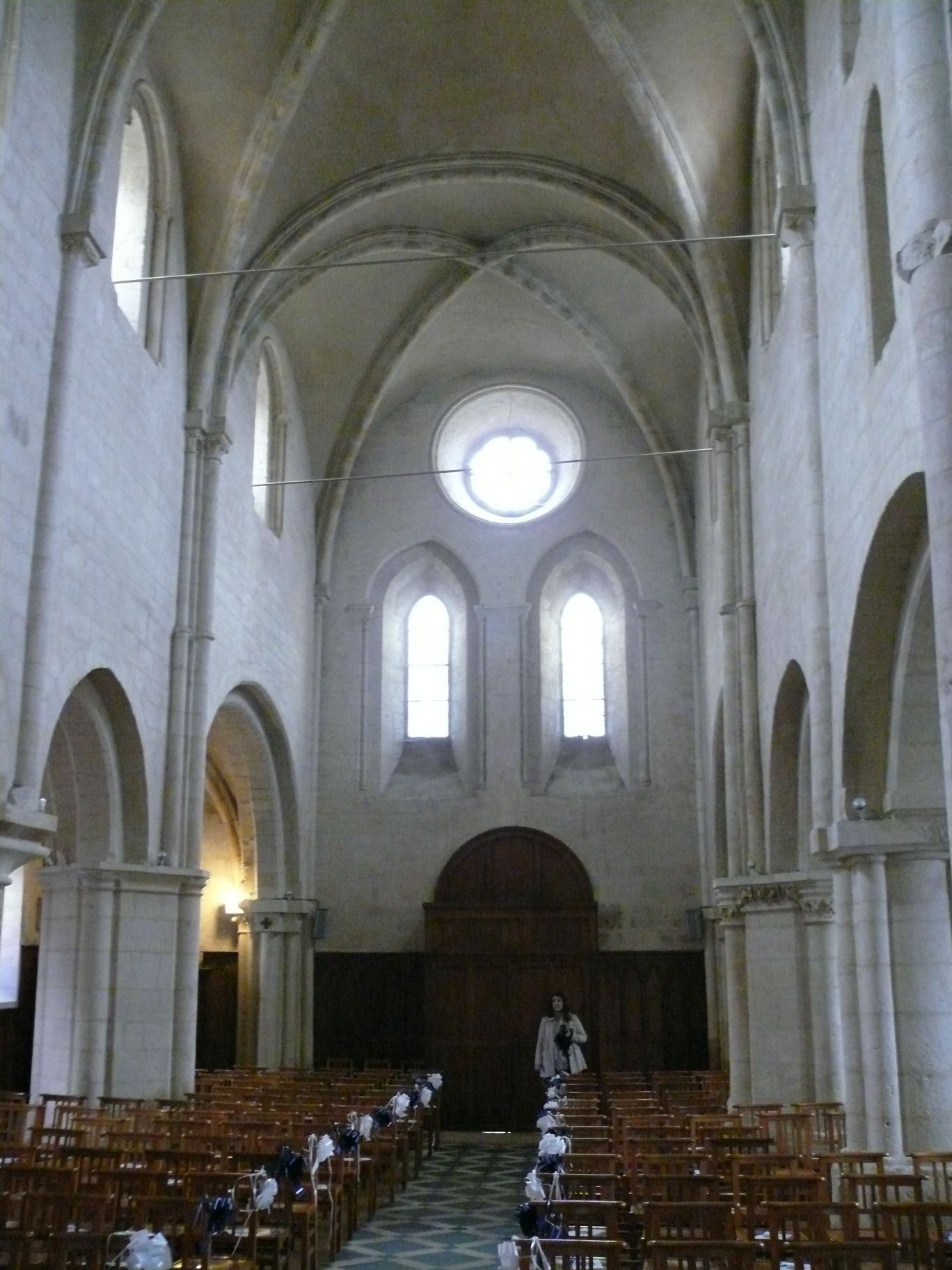
La nef.

## Mobilier

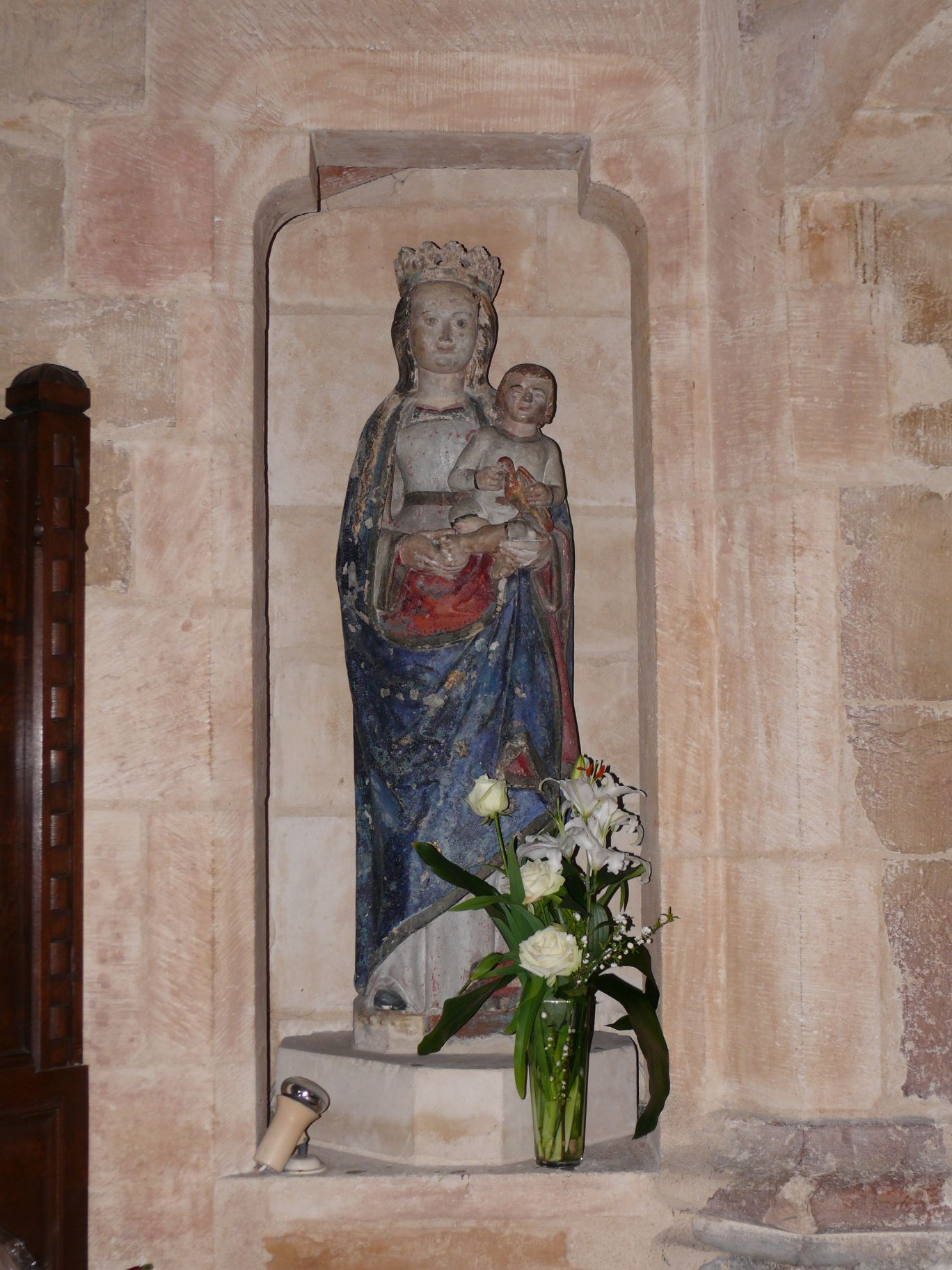
Statue de la Vierge.
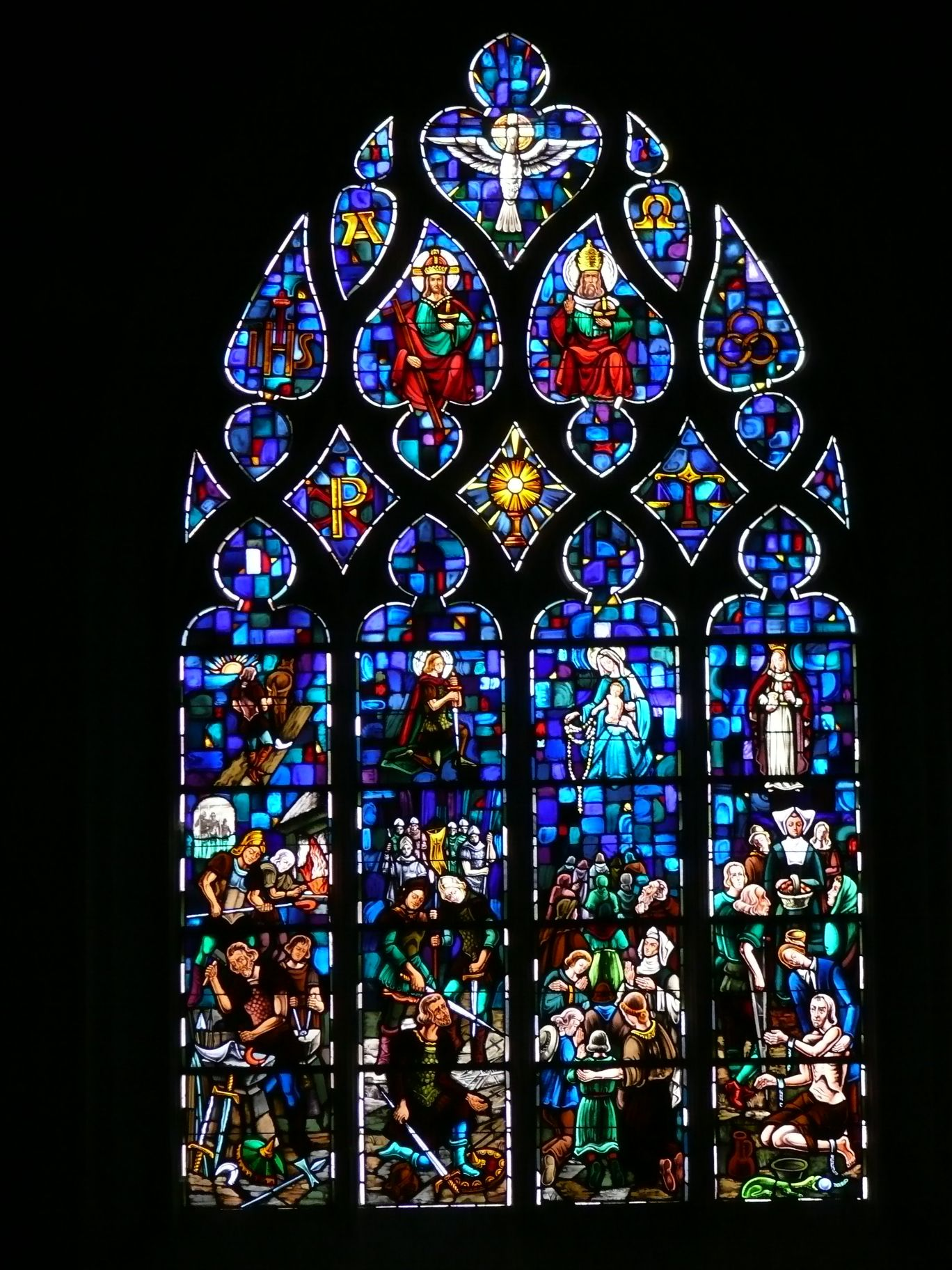
Vitrail.